# Òpera de l'Estat de Viena
L'Òpera de l'Estat de Viena (Wiener Staatsoper) és un edifici públic d'òpera i ballet situat a Viena. Ha esdevingut una de les òperes més prestigioses del món, així com una de les principals institucions culturals de la capital austíaca. Originalment va ser anomenada l'Òpera de la Cort de Viena (Wiener Hofoper).

## Història
L'edifici, construït entre els anys 1863 i 1869, va ser projectat pels arquitectes August Sicard von Sicardsburg i Eduard van der Nüll. Dissenyat amb un estil neorenaixentista, és considerat el primer gran edifici de la Ringstrasse. La nova òpera va ser inaugurada el 25 de maig de 1869 amb una representació de Don Giovanni de Mozart.
Fins al 1920 la institució va ser anomenada Kaiserlich-königliche Hofoper (Òpera de la cort imperial i reial). En aquest any, a causa de l'adveniment de la república, va adquirir el nom actual. Un dels períodes més brillants de la Staatsoper van ser els vuit llargs anys en què, a partir de 1956, es va fer càrrec de la seva direcció artística Herbert von Karajan.
La reobertura del Teatre el 1955, després de la Segona Guerra Mundial, va constituir una fita històrica en el món operístic, en què es van representar successivament set títols significatius del repertori de la companyia, començant el 5 de novembre amb Fidelio dirigit per Karl Böhm, al que van seguir Don Giovanni (dirigit també per Böhm), Aida (Rafael Kubelík), Els mestres cantaires de Nuremberg (Fritz Reiner), Wozzeck (Böhm), Der Rosenkavalier (Hans Knappertsbusch) i La dona sense ombra (Böhm). A més, Bruno Walter (que va rebutjar la invitació per dirigir Don Giovanni, per haver-se ja retirat de la direcció d'òpera) va dirigir un concert amb el Te Deum de Bruckner i la novena de Beethoven.
La producció de la companyia el 2019 de l'òpera Orlando d'Olga Neuwirth va suposar la primera producció d'una òpera d'una compositora en la història de l'Òpera Estatal de Viena.

## Estrenes absolutes a l'Òpera de Viena
En negreta, els títols més importants en la història del gènere. Quan no s'indica una altra cosa, es tracta d'òperes.
- 1875: Die Königin von Saba. Karl Goldmark
- 1886: Merlin. Karl Goldmark
- 1888: Die Puppenfee. Ballet de Josef Bayer
- 1892: Ritter Pázmán. Johann Strauss (fill)
- 1892: Werther. Jules Massenet
- 1894: Rund um Wien. Ballet de Josef Bayer
- 1896: Das Heimchen am Herd. Karl Goldmark
- 1900: Es war einmal .... Alexander von Zemlinsky. Dirigida per Gustav Mahler
- 1908: Ein Wintermärchen. Karl Goldmark
- 1913: Das Spielwerk und die Prinzessin. Franz Schreker
- 1914: Notre Dame. Franz Schmidt
- 1916: Ariadne auf Naxos (2a versió). Richard Strauss
- 1919: Die Frau ohne Schatten. Richard Strauss
- 1924: Schlagobers. Ballet de Richard Strauss
- 1928: Oedipus Rex. Igor Stravinski
- 1931: Die Bakchantinnen. Egon Wellesz
- 1931: Das Veilchen. Julius Bittner
- 1934: Giuditta. Franz Lehár
- 1935: Dame im Traum. Franz Salmhofer
- 1936: Der liebe Augustin. Ballet d'Alexander Steinbrecher
- 1937: Die Sühne. Josef Wenzl-Traunfels
- 1937: Die fremde Frau. Marco Frank
- 1937: Wallenstein. Weinberger
- 1938: Iwan Sergejewitsch Tarassenko. Franz Salmhofer
- 1939: Königsballade. Rudolf Wille
- 1941: Johanna Balk. Rudolf Wagner-Régeny
- 1943: Festa Romantica. Ballet de Giuseppe Piccidi
- 1955: Der Mohr von Venedig. Ballet de Boris Blacher
- 1956: Der Sturm. Frank Martin
- 1971: Der Besuch der alten Dame. Gottfried von Einem. Dirigent: Horst Stein,
- 1976: Kabale und Liebe. Gottfried von Einem
- 1995: Gesualdo. Alfred Schnittke
- 2002: Der Riese vom Steinfeld. Friedrich Cerha
- 2007: Die Omama im Apfelbaum. Òpera per a nens d'Elisabeth Naske

### Directors
| - Kurt Adler - Gerd Albrecht - Ernest Ansermet - Leonard Bernstein - Semyon Bychkov - Riccardo Chailly - André Cluytens - Colin Davis - Victor de Sabata - Antal Doráti - Christoph von Dohnányi - Wilhelm Furtwängler - John Eliot Gardiner - Daniele Gatti | - Gianandrea Gavazzeni - Michael Gielen - Leopold Hager - Nikolaus Harnoncourt - Paul Hindemith - Heinrich Hollreiser` - Philippe Jordan - Carlos Kleiber - Erich Kleiber - Hans Knappertsbusch - Clemens Krauss - Josef Krips - Rafael Kubelík - Erich Leinsdorf | - Charles Mackerras - Zubin Mehta - Dimitri Mitropoulos - Francesco Molinari-Pradelli - Pierre Monteux - Rudolf Moralt - Lovro von Matačić - Riccardo Muti - Andris Nelsons - Roger Norrington - Daniel Oren - Antonio Pappano - John Pritchard - Simon Rattle | - Fritz Reiner - Hans Richter - Mario Rossi - Nello Santi - Michael Schønwandt - Leif Segerstam - Tullio Serafin - Giuseppe Sinopoli - Leonard Slatkin - Georg Solti - Horst Stein - Pinchas Steinberg | - Igor Stravinsky - Otmar Suitner - Robert Stolz - Richard Strauss - Christian Thielemann - Arturo Toscanini - Silvio Varviso - Marcello Viotti - Antonino Votto - Bruno Walter - Felix Weingartner - Alberto Zedda |

Directors que també van ocupar el càrrec de director musical
- Claudio Abbado (1986–1991)
- Seiji Ozawa (2002–2010)
- Franz Welser-Möst (2010–present)

## Galeria

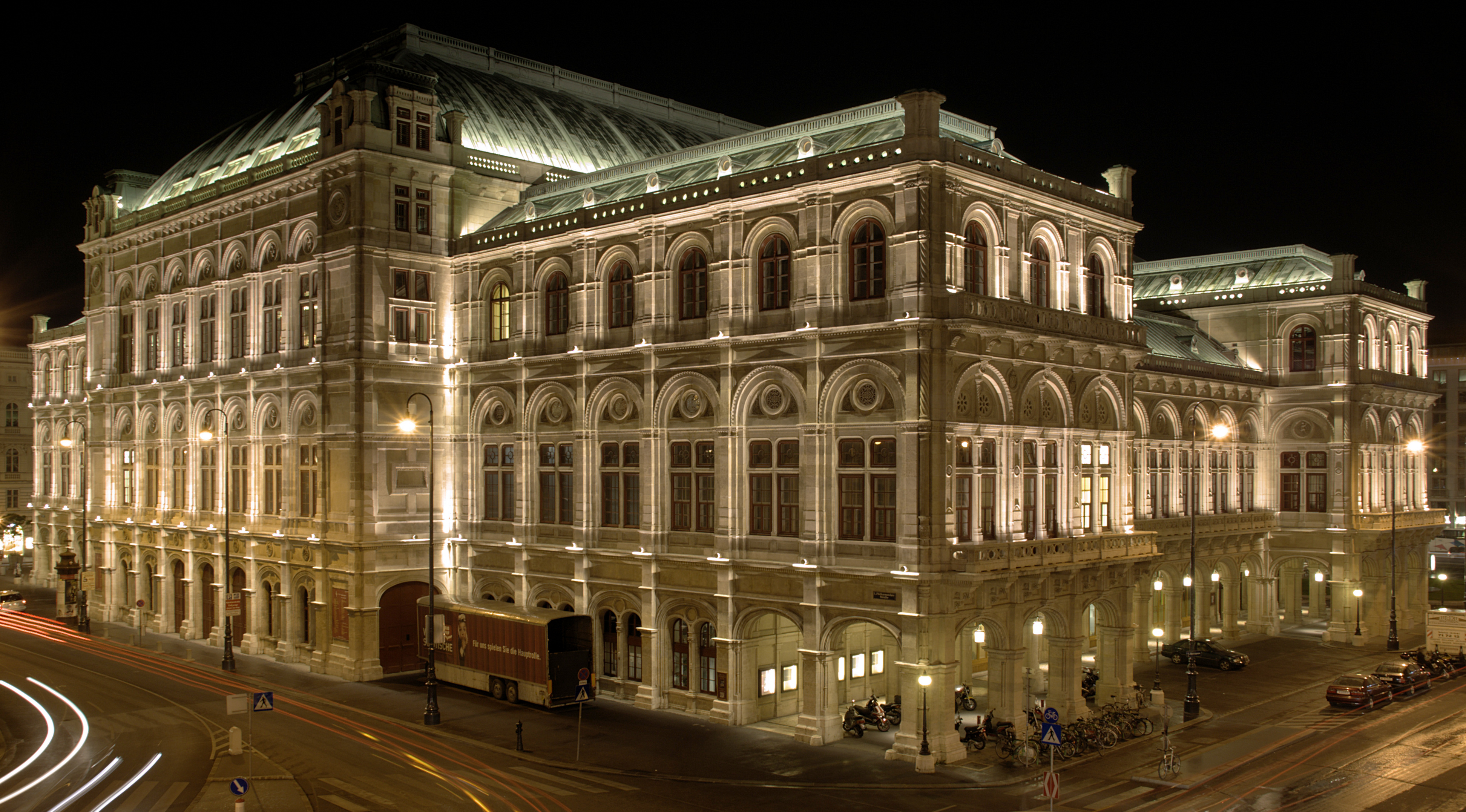
Visió nocturna de l'Òpera
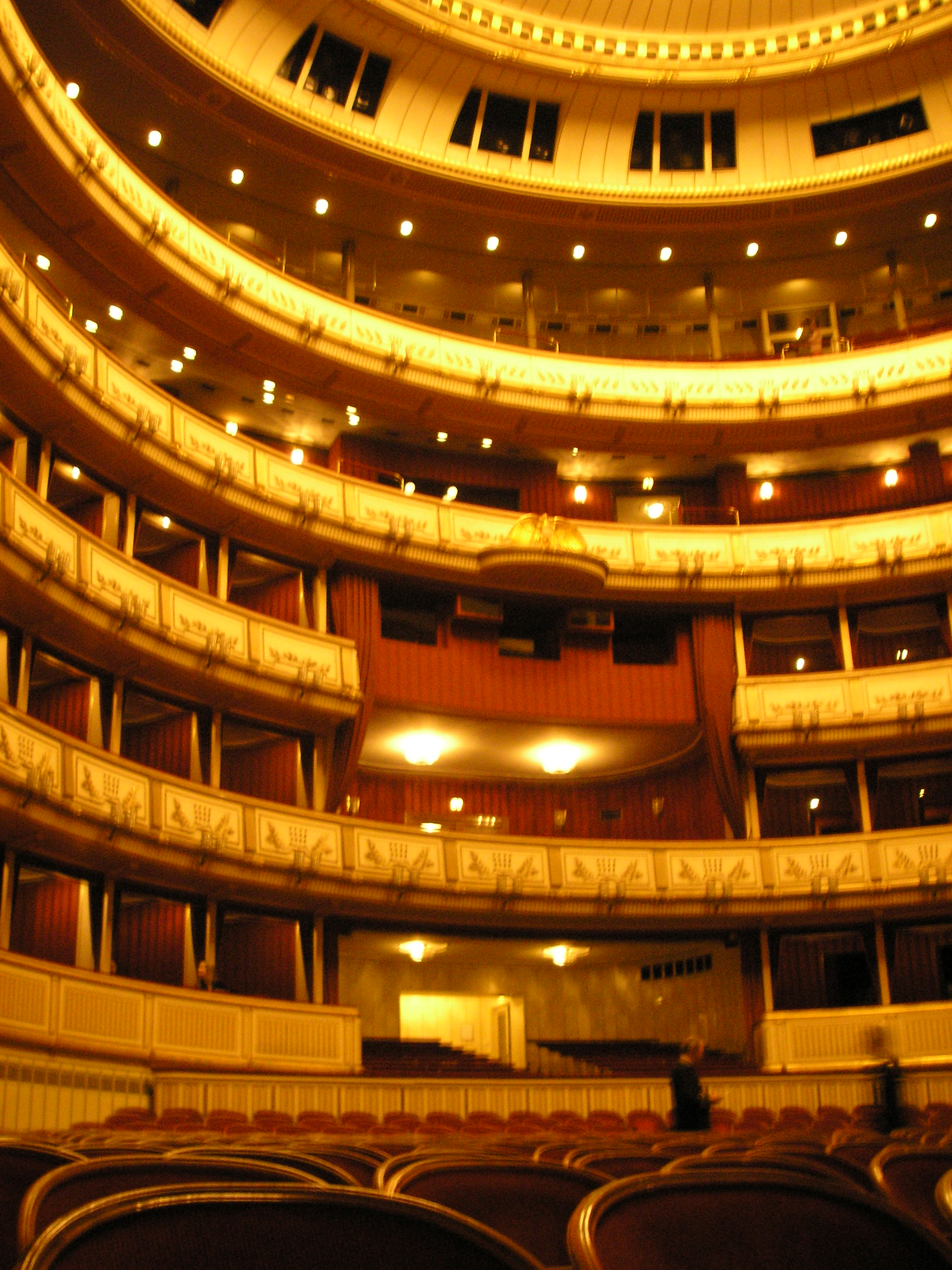
Interior del teatre en 2005
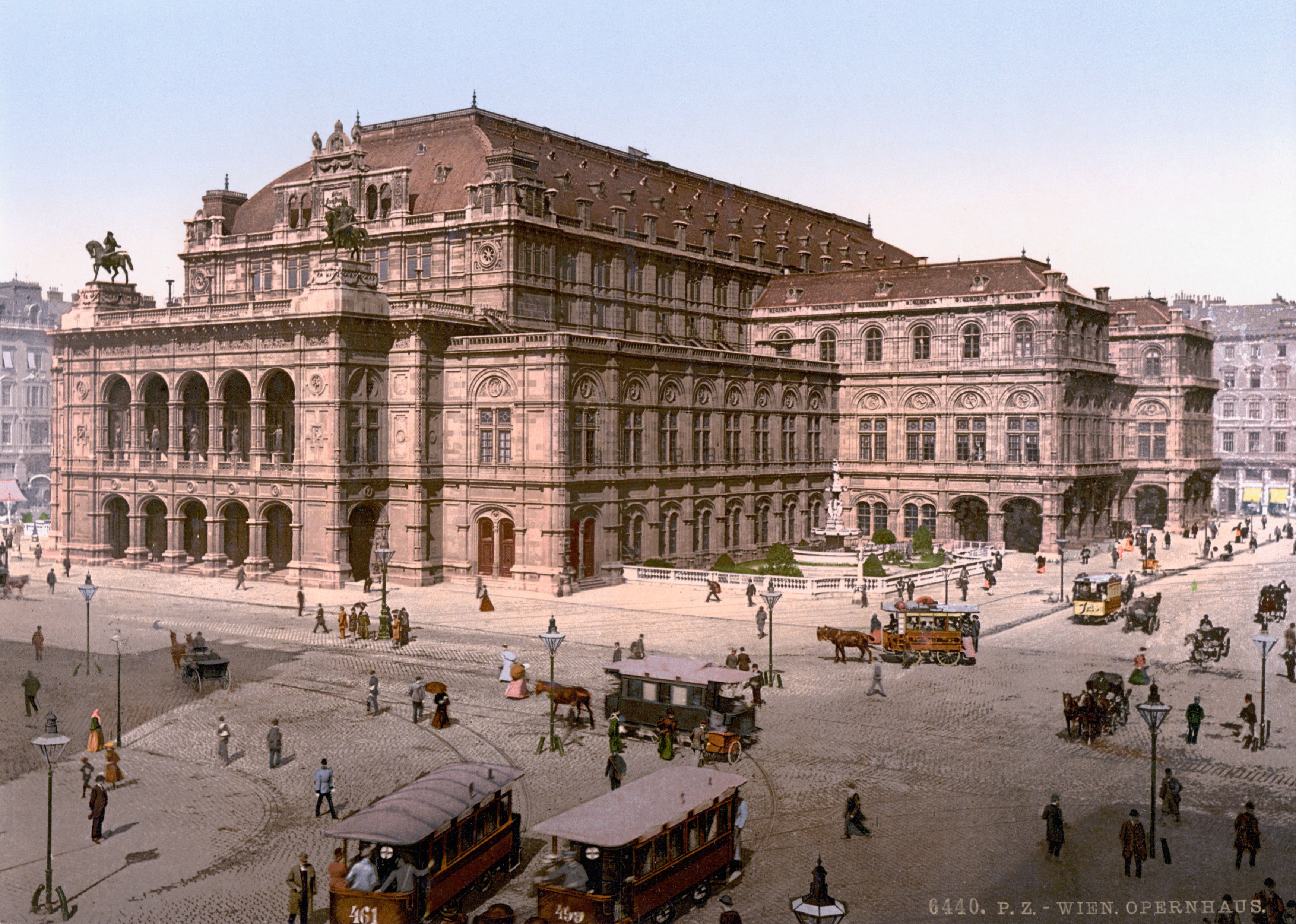
La Wiener Staatsoper vers el 1900
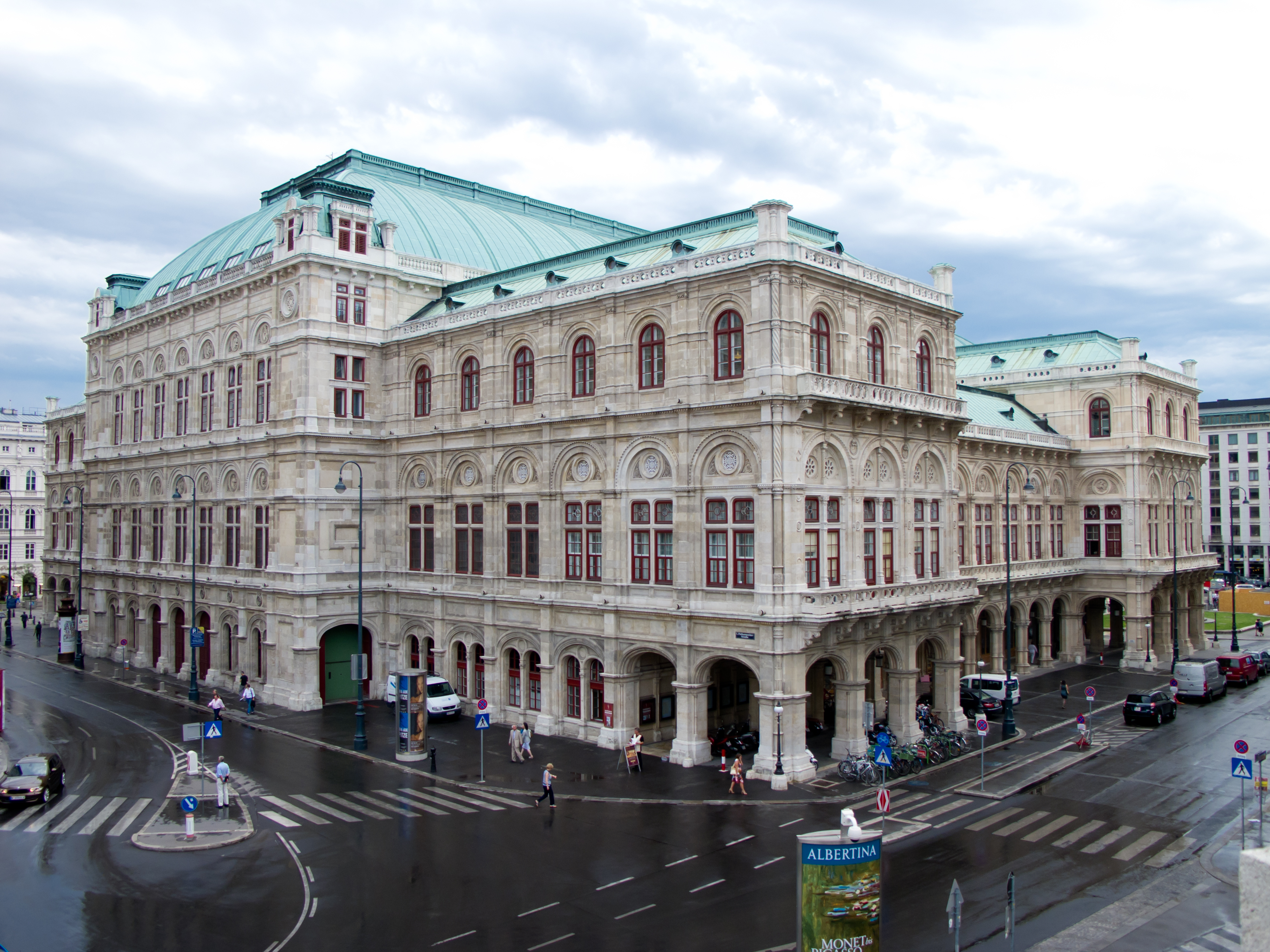
Vista des de la terrassa de l'Albertina
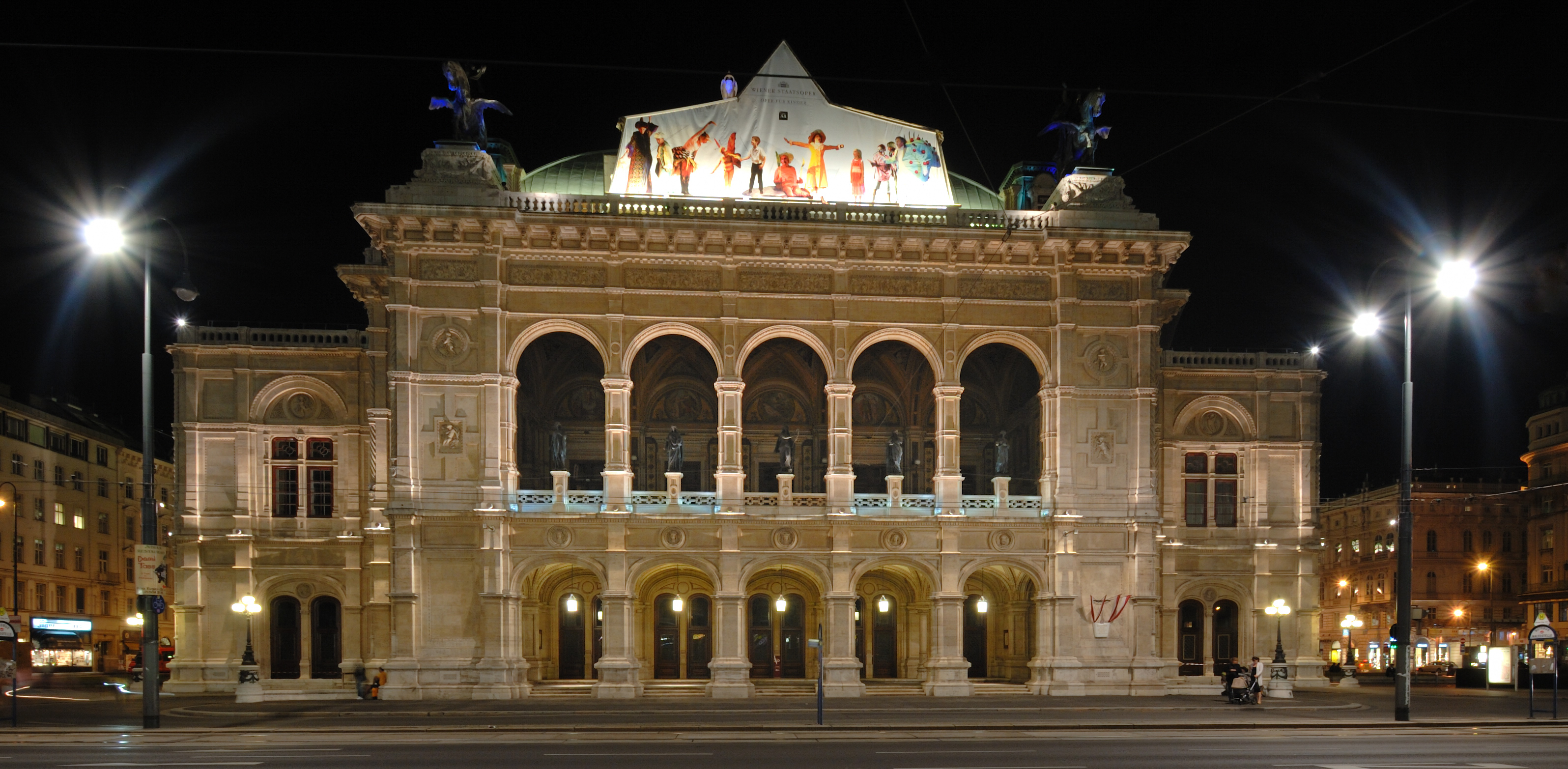
L'òpera de nit